# Герб Севастополя
Герб Севасто́поля — офіційний символ міста Севастополя, затверджений рішенням Севастопольської міськради № 518 від 21 квітня 2000 року. Крім того, місто має свій історичний герб. Проте після перезатвердження копії радянського герба у місті використовуються обидва символи.

## Офіційний герб
Герб — це французький геральдичний щит скошений з правого верхнього кута. Відношення ширини до висоти — 8:9. В першій срібній частині — «Золота Зірка» міста-героя, в другій синій — срібний силует пам'ятника загиблим кораблям. Поверх обох частин покладена золота лаврова гілка, що символізує славу захисників міста.
Сучасний герб багато в чому нагадує радянський герб Севастополя, затверджений 12 лютого 1969 року, автори: Сергій Шахунов і Надія Крилова.

### Помилки геральдики
Золота Зірка поміщена в срібному полі, що не допускають правила геральдики. Крім того, нагороди в геральдиці заведено розміщувти за межі геральдичного щита, в прикрасі, як це зробили Керч, Одеса та інші міста-герої. Французький щит — основа геральдичної системи Росії, хоча традиційно українська геральдика використовує іспанський щит.[джерело?]

## Історія геральдики

### Імперський герб
Ще 1868 року для Севастополя був розроблений проєкт герба: 
«В червленому полі золотий грифон з червленими очима та язиком. У вільній частині герб Таврійської губернії.»
Щит увінчаний срібною баштовою короною з трьому зубцями, на якій стоїть Імператорський орел. По сторонах щита два червоних стяги, прикрашені золотою бахромою і з'єднані Георгіївською стрічкою.
На одному полотні монограма померлого імператора Миколи I, а в іншому полотні монограма нині благополучно правлячого імператора Олександра II; обидві монограми прикрашені імператорською короною та Андріївським ланцюгом. Прикраси на щиті та навколо виконуються згідно з «Високозатвердженими правилами».
Герб російського монархічного періоду був затверджений 21 липня 1893 року законом № 9892.
«В червоному полі — срібний грифон, з червоними очима та язиком. У вільній частині — герб Таврійської губернії. Щит увінчаний стародавньою Царською короною, на якій стоїть Імператорський орел. За щитом два схрещених золотих якоря, а з боків щита два червоних прапора, з'єднані стрічкою ордена Святого Великомученика Побідоносця Георгія. На правому прапорі золотий вензель спочилого з Богом Государя Імператора Миколи I, а на лівому такий самий вензель спочилого з Богом Государя Імператора Олександра II; обидва вензелі прикрашені Імператорською короною і ланцюгом ордена Святого Апостола Андрія Первозванного.»

### Радянський герб

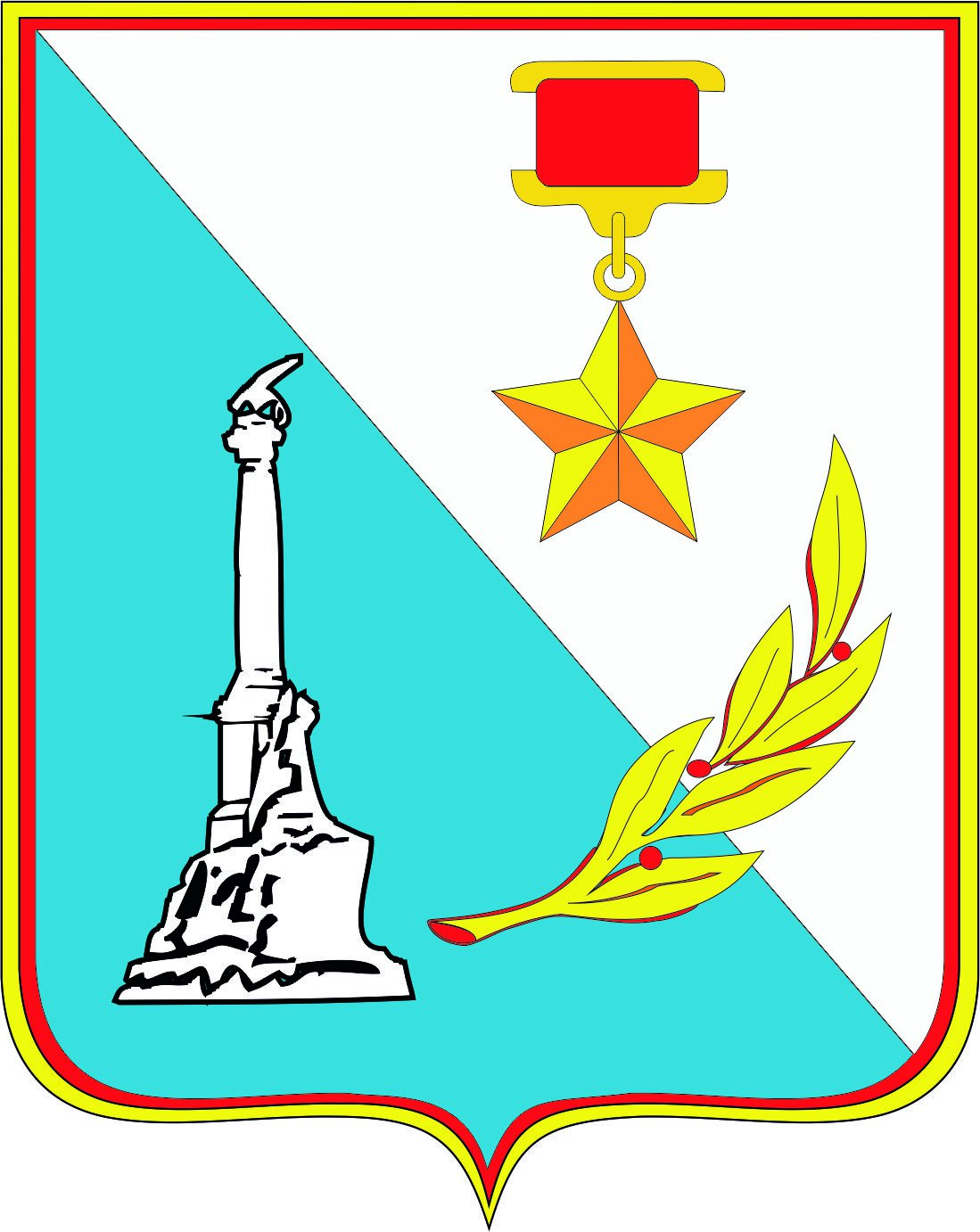
Радянський герб

Радянський герб затверджено Рішенням Севастопольської міської Ради депутатів від 12 лютого 1969 року «Про встановлення герба міста Севастополя».
Автори герба — художники Надія Костянтинівна Крилова та Сергій Шахунов (бюро технічної естетики Севастопольського Морського заводу ім. С.Орджонікідзе).
"Герб міста Севастополя є зображенням традиційного геральдичного щита, розділеного по діагоналі на два поля, що символізують дві героїчні епохи. На нижньому полі синього кольору — графічне зображення силуету пам'ятника Затопленим кораблям, на верхньому полі світло-сірого кольору – зображення медалі "Золота Зірка" міста-героя. Лаврова гілка – символ слави, композиційно поєднує два поля – дві героїчні епохи".
Прообразом радянського герба Севастополя, ймовірно, став проєкт герба (орієнтовно початку 1960-х років), що був опублікований в українському журналі. 

### Незалежна Україна
Розпорядженням представника президента України у Севастополі № 1053 від 1 жовтня 1992 року було оголошено конкурс на герб міста Севастополя. Перший тур конкурсу не дав результатів, а за результатами другого туру було обрано історичний герб міста.
12 липня 1994 року рішенням № 7 Севастопольської міської ради затверджений як сучасний герб і проіснував таким до 2000 року, коли міськрада, що на 75 % складалась із комуністів, повернула місту радянську символіку.
Було також Рішення Севастопольської міської Ради № 60 від 26 жовтня 1994 року (втратило чинність разом із рішеннями 12. 02.1969, 12. 06.1994 з прийняттям герба у 2000 році), в якому було зауважено, що при введенні герба 12. 02.1994 року не було скасовано рішення від 1969 року. Але історичний герб Севастополя було збережено.
Сучасний герб Севастополя затверджено 21 квітня 2000 року рішенням № 518 Севастопольської Міської Ради. Герб описаний у затвердженому тоді ж «Положенні про зміст, опис та порядок використання герба міста-героя Севастополя».

## Значення символів
Герб розповідає про силу і безстрашність людей, що побудували в Криму грізну фортецю, що двічі прославилася доблесною обороною.
- Грифон, як один з символів античного Херсонеса, на місці якого зведений Севастополь, з якнайдавніших часів вважається символом оберега і в цій якості символізує місто, одне з головних завдань якого — охороняти рубежі країни;
- Герб Таврійській губернії у вільній частині зображає відповідно до реформи 1857 року територіальну приналежність міста. Семантика герба Таврійської губернії розповідає про доленосну подію в історії Київської Русі — хрещення в Херсонесі Великого Князя Володимира Святославовича наступного за цим навертанням Русі до християнства, що прийшло з Візантії;
- Щит увінчаний короною градоначальництва, вказує на особливий статус міста, а двоглавий орел над нею символізує місто-фортецю;
- Два червоні прапори із золотою бахромою, вензелями імператорів і георгіївська стрічка символізують славу захисників міста-фортеці, що особливо відзначилося при обороні;
- Два золоті якорі символізують місто-порт.